# Gnophos ochrea
Gnophos ochrea là một loài bướm đêm trong họ Geometridae.